# 나디네 찬드라위나타
나디네 찬드라위나타(Nadine Chandrawinata, 1984년 5월 8일 ~ )는 인도네시아의 모델, 배우이다. 중국계 인도네시아인 아버지와 독일인 어머니 사이에서 태어났다. 2005년 인도네시아에서 열린 미인 대회인 푸테리 인도네시아(Puteri Indonesia)에서 우승을 차지했으며 2006년 미스 유니버스에서 인도네시아 대표로 참가했다.
키는 1.75미터, 몸무게는 60 킬로그램이다.